# Жміївка
Жмії́вка — село в Україні, у Іванківській селищній громаді Вишгородського району Київської області. Населення становить 557 осіб.
В Жміївці збирали та вирощували хміль. Люди з інших сіл району їздили збирати хміль, коли були ще дітьми і могли заробляти на вихідних та не залежить від батьків і бути фінансово самостійними.
Назва села походить від прізвища власників земель шляхтичів Жміївських. Появі села передувало виділення дочці Алоїзія Жміївського Темирі землі площею 953 десятини. Вона продала більшість землі дрібними ділянками різним особам, залишивши за собою (на 1887 рік) 141 десятину. Сільський Голова - Ковальчук Галина Іванівна, 1967 року народження, освіта вища, позапартійна.

## Історія
- 1864 рік — «Змієвка», колись називалася Кропивна, у 10-ти верстах від Розважева. Населена шляхтою православною, якої чоловічої та жіночої статі — 121 особа.

Воровськ та «Змієвка» з 2526 десятин землі становлять власність поміщиків Людвіка і Рафаїла Жмієвських. Слобода «Змієвка» зарахована до Розважівської православної церкви.
- 1900 рік  — «Жмієвка» — слобода (власницька), Розважівської волості, Радомишльського повіту (уѣзда), Київської губернії.

Має 35 дворів,
жителів чоловічої та жіночої статі — 260 осіб, з них
- чоловіків — 126
- жінок — 134.

Головне заняття жителів — землеробство.
Відстань від повітового міста до слободи – 71 верста, від найближчих: залізничної станції «Київ» — 103 версти, парохідної «Глібівка» — 73 версти, телеграфної Іванків — 30 верст, поштової (казенної) с. Кухарі — 27 верст, поштової (земської) Розважів — 12 верст.
В слободі було 1035 десятин землі, що належала різним верствам населення. Господарство вели самі власники за трипільною системою. Слобода мала: 1 школу грамоти і 2 вітряні млини.
- початок ХХ століття  — в слободі Жміївка проживали сім'ї, які носили прізвища:

- Гринцевичі,
- Загоровські,
- Зіневичі,
- Корбути,
- Кулаковські,
- Севруки,
- Шуляковські,
- Петрищенко,
- та інші.

7 (20) листопада 1917 року, відповідно до Третього Універсалу Української Центральної Ради, увійшло до складу Української Народної Республіки.
За переписом 1926 року в с. Жміївці було 81 господарство, мешканців — 375 осіб.
У 1929 році в Жміївці було організовано сільське виробниче товариство, яке займалося заготівлею продуктів у населення для держави. Головою обрали Загорського О. Є.
15 лютого 1930 року створено колгосп «Перемога», який очолив Мурга І. Г. У 1930 році розпочато широкий наступ на одноосібних господарів, що стало початком розкуркулення. Організаторами масової колективізації були голова сільради Севрук Михайло, секретар сільради Загоровський В. Є. та ін. До 1933 року в колгоспі вже було 100 господарств. Пізніше колгосп було перейменовано в ім. Будьонного.
28 лютого 1931 року створено відділок радгоспу «Хабне» в с. Жміївка. За короткий час господарство відділку зросло, зміцніло, а 5 жовтня 1932 року відділок став самостійним радгоспом свинарського напрямку.

### Голодомор 1932-1933
Від Голодомору 1932—1933 років загинуло чимало жителів с. Жміївка, але ніяких документальних свідчень про те не збереглося. За свідченнями очевидців тих страшних часів вдалося встановити прізвища лише 9 осіб, які померли від голоду, з них 5 дітей. Померлих від голоду ховали на сільських цвинтарях. Постраждалих на даний час в селі проживає 30 чоловік.
Мартиролог жителів с. Жміївка — жертв Голодомору 1932—1933 років укладений за свідченнями очевидців Журило-Микитенко О. В.,1916 р.н.; Севрук К. Ф.,1905 р.н.; Семеницької М. Ф.,1926 р.н., записаними у 2008 р. Ковальчук Г. І., секретарем сільської ради, та Загордньою Ольгою і Волох Сергієм, учнями 7 кл. місцевої школи.
У складеному в алфавітному порядку мартирологу подано прізвище, ім'я та по батькові і вік померлих.
1. Барановський Олексій Володимирович, 1 рік
2. Верчено Іван Борисович, 50 років
3. Гурко Валентина Петрівна, 2 роки
4. Загоровський Володимир Аркадійович
5. Зінкевич Галина Францівна, 4 роки
6. Кулаківський Володимир Федорович, 30 років
7. Недашківській Петро Петрович, 35 років
8. Оборська Поліна, 1 рік
9. Оборський Іван Антонович, 10 років

12 червня 2020 року, відповідно до розпорядження Кабінету Міністрів України № 715-р «Про визначення адміністративних центрів та затвердження територій територіальних громад Київської області», увійшло до складу Іванківської селищної територіальної громади.
19 липня 2020 року, в результаті адміністративно-територіальної реформи та ліквідації Іванківського району, село увійшло до складу новоутвореного Вишгородського району.

### Російське вторгнення в Україну (2022)
З кінця лютого до 1 квітня 2022 року під час російсько-української війни село було окуповане російськими військами.

## Особистості

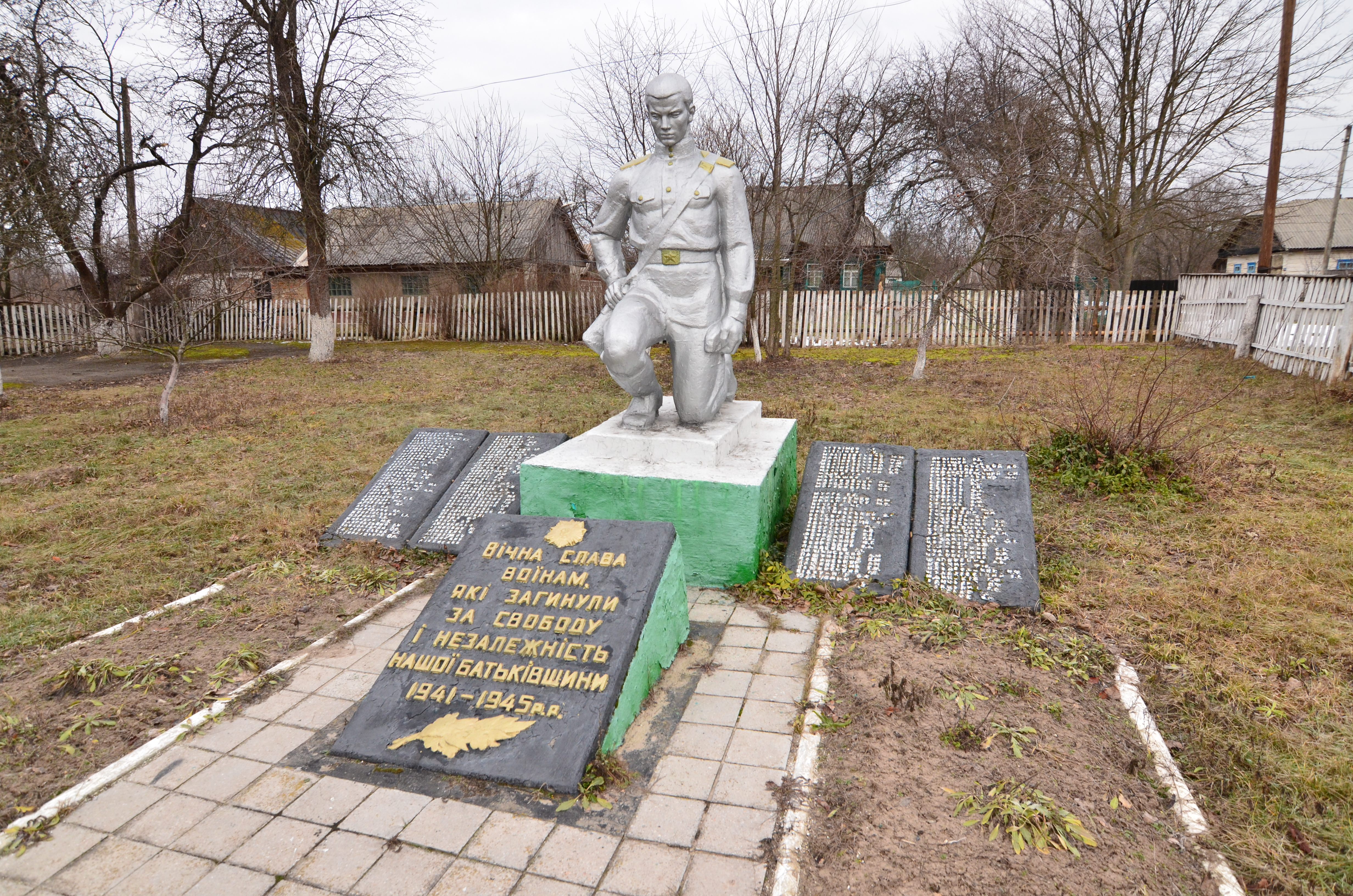
Синиця Олександр Іванович (01.09.1967 — 15.06.1987) — воїн — інтернаціоналіст (Афганістан), кавалер ордену Червоної Зірки (08.12.1988, посмертно), нагороджений медаллю «Воїну інтернаціоналісту від вдячного афганського народу» (15.05.1988, посмертно). Уродженець с. Суслівка Житомирської області, з 1971 р. проживав в с. Жміївка Іванківського району.  - Пам'ятник воїнам-односельцям, які загинули в роки Другої світової війни.